# موريس روزنفيلد
موريس روزنفيلد (بالبولندية: Moris Rosenfeld)‏ (بالإنجليزية: Morris Rosenfeld)‏ هو كاتب وشاعر بولندي وأمريكي، ولد في 28 ديسمبر 1862 في سووالكي في بولندا، وتوفي في 22 يونيو 1923 في نيويورك في الولايات المتحدة.

## وصلات خارجية
- موريس روزنفيلد على موقع الموسوعة البريطانية (الإنجليزية)
- موريس روزنفيلد على موقع ميوزك برينز (الإنجليزية)